# Pomezeu
Pomezeu là một xã thuộc hạt Bihor, România. Dân số thời điểm năm 2002 là 3373 người.